# Neckar
Neckar este un râu în sud-vestul Germaniei care izvorăște în apropiere de orașul Villingen-Schwenningen in munții Pădurea Neagră (în germană  Schwarzwald) (landul Baden-Württemberg). Izvorul se află la o atitudine de 706 m deasupra nivelul mării. Are o lungime de 362 km se varsă în fluviul Rin, gura de vărsare aflându-se în orașul Mannheim (95 m).

## Brațe
- Sulm (se varsă la Neckarsulm în Neckar)
- Jagst (se varsă la Bad Wimpfen în Neckar)

## Orașe pe Neckar

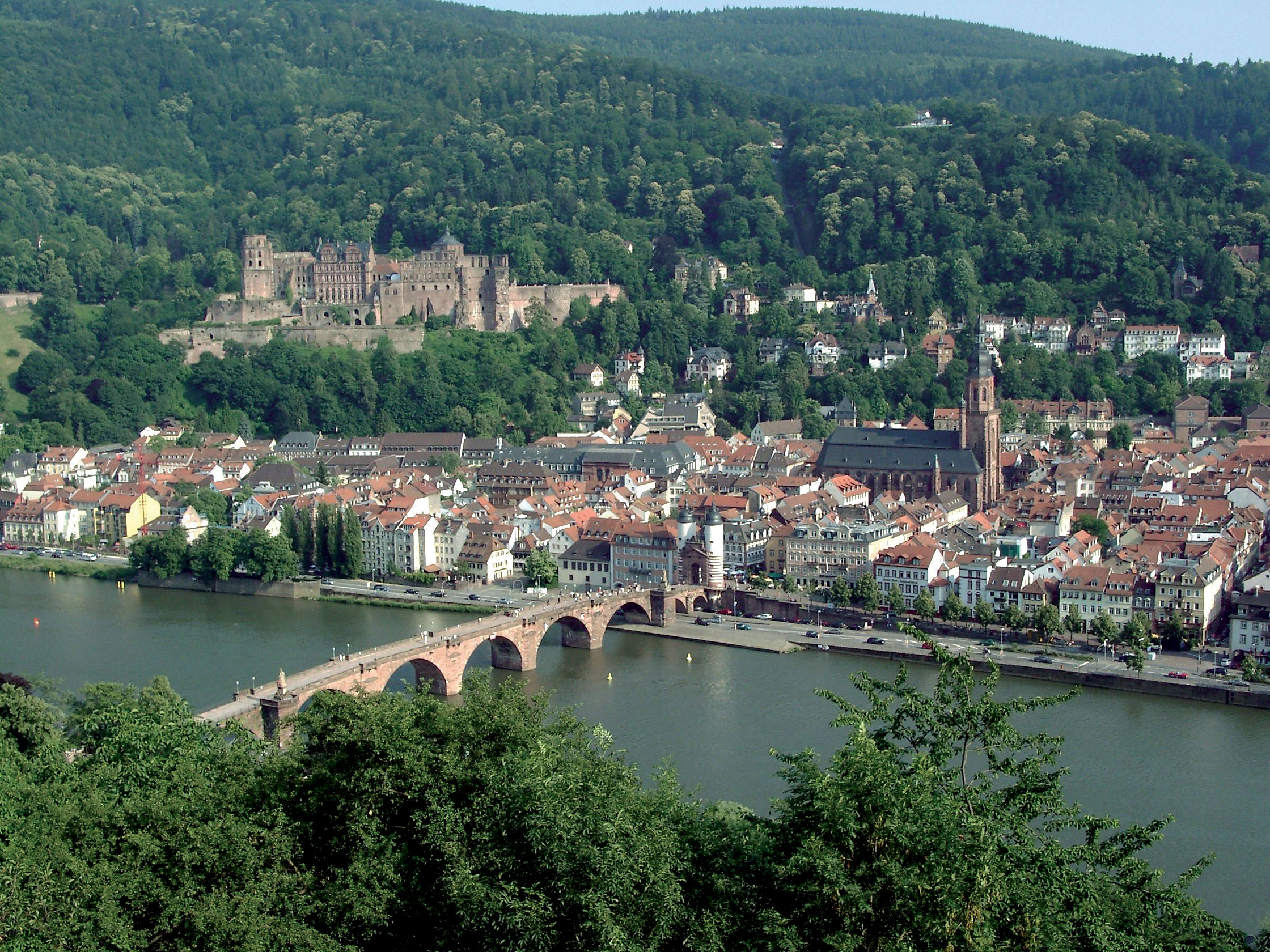
Neckar în Heidelberg

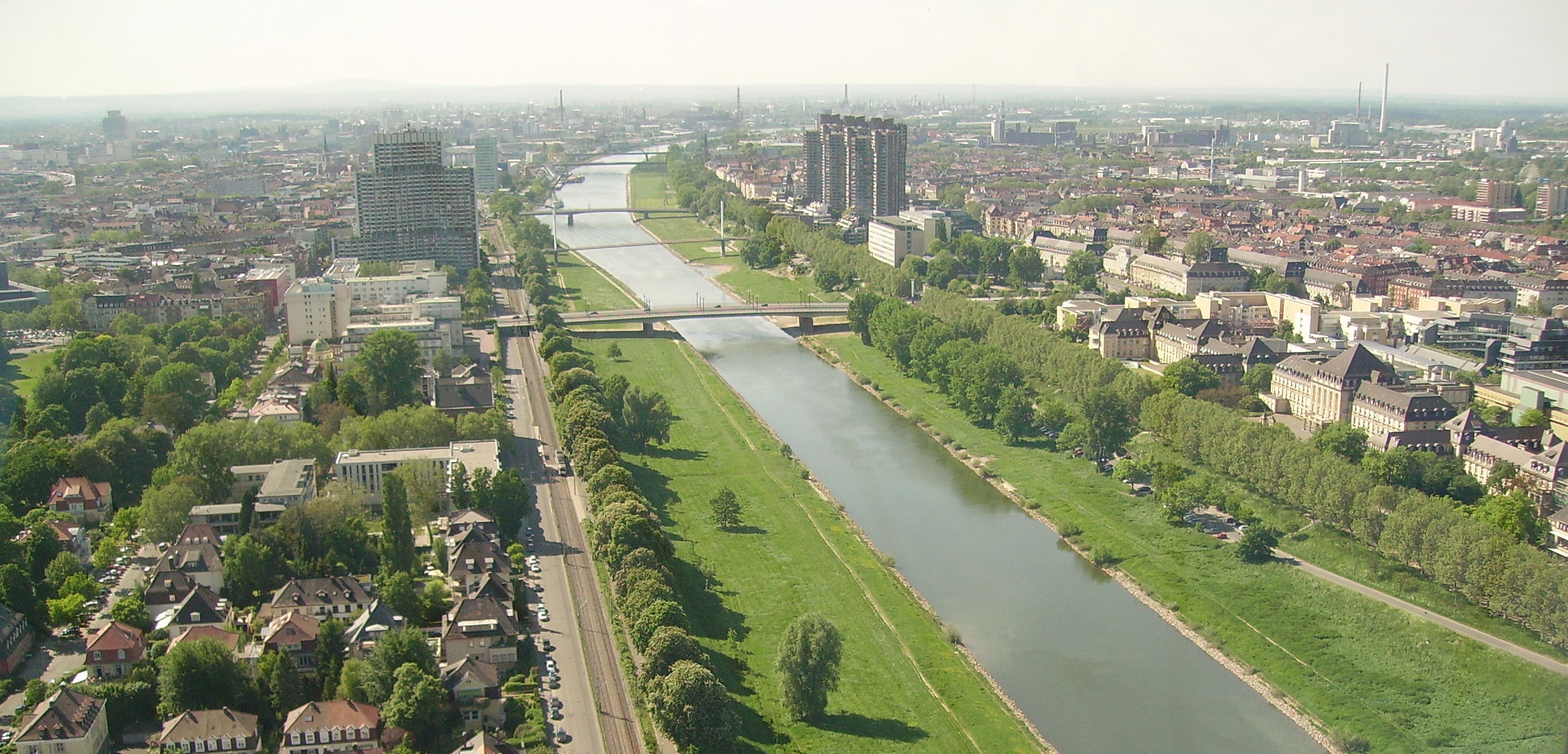
Neckar în Mannheim

Neckarul trece de la izvor pâna la vărsare lui in Rin prin sau lângă următoarele orașe.
- Villingen-Schwenningen
- Deißlingen
- Rottweil
- Epfendorf
- Oberndorf am Neckar
- Sulz am Neckar
- Horb am Neckar
- Starzach
- Rottenburg am Neckar
- Tübingen
- Kirchentellinsfurt
- Reutlingen
- Pliezhausen
- Neckartenzlingen
- Neckartailfingen
- Nürtingen
- Oberboihingen
- Unterensingen
- Wendlingen am Neckar
- Köngen
- Wernau
- Plochingen
- Deizisau
- Altbach
- Esslingen am Neckar
- Stuttgart (Capitala landului Baden-Württemberg)
- Remseck am Neckar
- Ludwigsburg
- Marbach am Neckar
- Benningen am Neckar
- Freiberg am Neckar
- Pleidelsheim
- Ingersheim
- Mundelsheim
- Hessigheim
- Besigheim
- Walheim
- Gemmrigheim
- Kirchheim am Neckar
- Lauffen am Neckar
- Nordheim
- Heilbronn
- Neckarsulm
- Untereisesheim
- Bad Friedrichshall
- Bad Wimpfen
- Offenau
- Bad Rappenau
- Gundelsheim
- Haßmersheim
- Neckarzimmern
- Mosbach
- Obrigheim
- Binau
- Neckargerach
- Zwingenberg
- Eberbach
- Hirschhorn (Neckar)
- Neckarsteinach
- Neckargemünd
- Heidelberg
- Dossenheim
- Edingen-Neckarhausen
- Ladenburg
- Ilvesheim
- Mannheim

## Afluenți

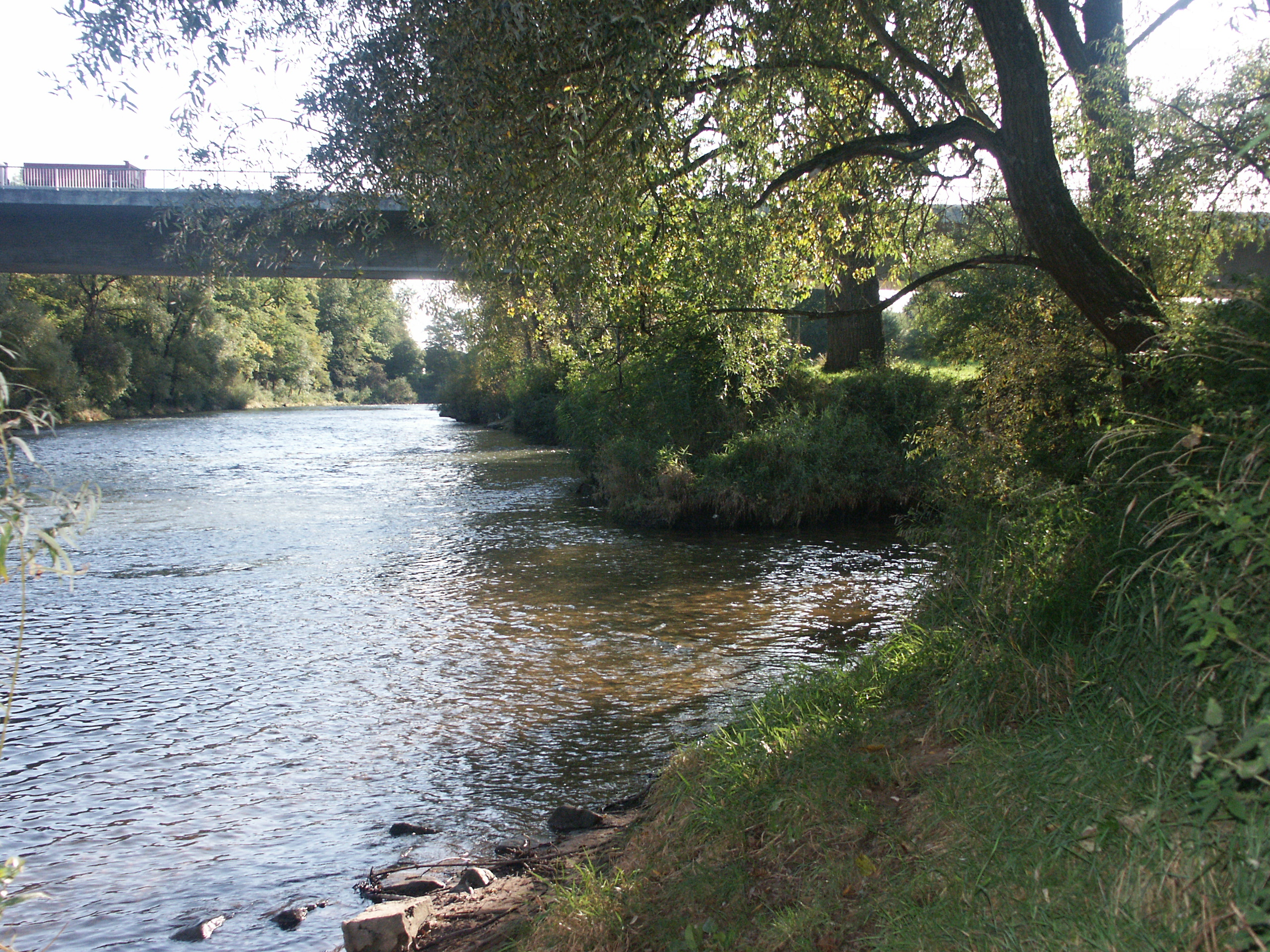
Vărsare afluent la Zizishausen

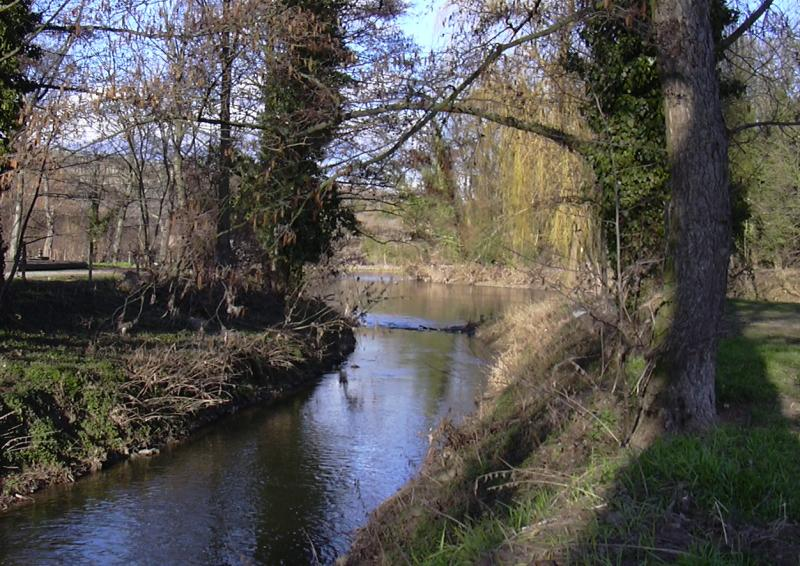
Vărsare afluent la Lauffen

- Eschach (afluent pe stânga la  Rottweil-Bühlingen, 37 km)
- Prim (afluent pe dreapta la  Rottweil, 17 km)
- Schlichem (afluent pe dreapta la  Epfendorf, 30 km)
- Glatt (afluent pe stânga la  Horb-Neckarhausen, 37 km)
- Eyach (afluent pe dreapta la  Bf. Eyach, comuna Starzach, 49,9 km)
- Starzel (afluent pe dreapta la  Rottenburg-Bieringen, 30 km)
- Steinlach (afluent pe dreapta la  Tübingen, ca. 22 km)
- Ammer (afluent pe stânga la  Tübingen-Lustnau, ca. 25 km)
- Echaz (afluent pe dreapta la  Kirchentellinsfurt, 23 km)
- Erms (afluent pe dreapta la  Neckartenzlingen, 31 km)
- Steinach (afluent pe dreapta la  Nürtingen, 22 km)
- Aich (afluent pe stânga la  Nürtingen-Oberensingen, ca. 25 km)
- Lauter (afluent pe dreapta la  Wendlingen, 27,5 km)
- Fils (afluent pe dreapta la  Plochingen, 63 km)
- Körsch (linker Zufluss westlich von Deizisau, 26,3 km)
- Nesenbach (afluent pe stânga la  Stuttgart-Ost, 12,8 km)
- Rems (afluent pe dreapta la  Remseck, 80 km)
- Zipfelbach (afluent pe dreapta la  Poppenweiler, ca. 18 km)
- Murr (afluent pe dreapta la  Marbach, 54,5 km)
- Enz (afluent pe stânga la  Besigheim, 105,3 km)
- Zaber (afluent pe stânga la  Lauffen, 22 km)
- Schozach (afluent pe dreapta la  Heilbronn-Sontheim, ca. 25 km)
- Lein (afluent pe stânga la  Heilbronn-Neckargartach)
- Sulm (afluent pe dreapta la  Neckarsulm, 25,3 km)
- Kocher (afluent pe dreapta la  Bad Friedrichshall-Kochendorf, 182 km)
- Jagst (afluent pe dreapta la  Bad Friedrichshall-Jagstfeld, 203 km)
- Elz (afluent pe dreapta la  Mosbach-Neckarelz, 34 km)
- Itter (afluent pe dreapta la  Eberbach)
- Laxbach (afluent pe dreapta la  Hirschhorn)
- Steinach (afluent pe dreapta la  Neckarsteinach, 22 km)
- Elsenz (afluent pe stânga la  Neckargemünd, ca. 53 km)
- Kanzelbach (afluent pe dreapta la  Ladenburg)